# Sega VR
Il Sega VR, inizialmente chiamato Virtua Sega, è un prototipo di periferica per realtà virtuale presentato dalla filiale americana della Sega nel 1993 per la console Mega Drive, ma mai entrato in produzione. È un visore da indossare sulla testa, che avrebbe dovuto funzionare con videogiochi creati appositamente per la periferica. Fu effettivamente realizzato e mostrato a una fiera prima dell'abbandono del progetto.
A suo tempo appariva innovativo e futuristico e rappresentava una delle prime periferiche di realtà virtuale commerciali e pensate per le console casalinghe.

## Funzionamento
Il Sega VR è un head-mounted display dalle linee tondeggianti, che copre completamente gli occhi mostrando all'utente due schermi LCD e incorpora cuffie esterne per le orecchie.
La visione è a colori e basata sulla stereoscopia, l'audio è stereo per dare l'effetto posizionale dei suoni.
Il sistema è dotato di sensori inerziali per la rilevazione, con precisione 1/1, del movimento della testa dell'utente.
Tali movimenti permettono di cambiare la prospettiva a 360° e anche di guardare verso l'alto e verso il basso.
La periferica si collega direttamente alla console, che quindi può essere utilizzata senza un televisore. Per il controllo del gioco è necessario il normale gamepad.

## Storia
Il periodo intorno ai primi anni '90 era prolifico per la realtà virtuale e diversi produttori, tra cui la Sega, provarono con più o meno successo a entrare in questo nuovo settore.
Secondo Tom Kalinske, amministratore delegato della Sega of America negli anni '90, l'azienda aveva studiato una possibile collaborazione con la Reflection Technologies del Massachusetts per realizzare un dispositivo di realtà virtuale basato su specchi, ma poi lo scartò; quella tecnologia fu invece acquisita dalla Nintendo per il fallimentare Virtual Boy.
Secondo uno dei designer, Stewart E. Kosoy, Sega of America iniziò a lavorare sul proprio progetto a ottobre 1991, dopo aver pensato a lungo alla realtà virtuale. Dopo 12 mesi di lavoro avevano un risultato presentabile.
Per il design iniziale della periferica Sega fece riferimento all'azienda californiana IDEO. L'aspetto esteriore dei primi progetti era forse ispirato al personaggio di Star Trek Geordi La Forge o al film Ultimatum alla Terra, ma poi fu reso più in linea con l'aspetto nero lucido delle console Sega.
Per il sensore di movimento della testa, all'epoca un componente costoso, fu preso in licenza un brevetto per sensore a tre assi economico della Ono-Sendai, giovane società statunitense specializzata in realtà virtuale.
Inizialmente Sega of America annunciò la periferica con il nome Virtua Sega, al Consumer Electronics Show invernale di Las Vegas di inizio 1993, prevedendone la commercializzazione a cominciare dagli Stati Uniti entro il Natale dello stesso anno.
La periferica prese il nome finale di Sega VR (la sigla sta per Virtual Reality) e fu presentata, funzionante e disponibile per essere provata, al Consumer Electronics Show estivo di Chicago del 1993. Un'anteprima fu presentata da Alan Hunter, un video jockey di MTV. Il prezzo di vendita previsto negli Stati Uniti era abbordabile, circa 200 dollari. Al lancio della periferica era prevista l'uscita di quattro videogiochi, dei quali si diedero già dimostrazioni o almeno descrizioni.
Il Sega VR fu molto apprezzato al Consumer Electronics Show e fu perfino nominato "prodotto dell'anno" dalla rivista Popular Science.
L'uscita della periferica però fu rimandata; all'inizio del 1994 la data prevista era diventata l'estate di quell'anno, al prezzo di 250 dollari. I giochi previsti erano sempre gli stessi quattro, al prezzo di 60-70 dollari l'uno.
Alla fine, entro il 1994 il progetto venne abbandonato del tutto, mentre la Sega si concentrava piuttosto sulla nuova imminente console Sega Saturn.
L'annullamento del progetto avvenne silenziosamente e portò anche alla chiusura della Ono-Sendai.
Secondo Tom Kalinske, uno dei motivi dell'abbandono era che gran parte degli utenti provavano fastidi con l'uso della periferica: chinetosi oppure mal di testa. Secondo Stewart Kosoy, un problema a cui gli sviluppatori stavano lavorando all'epoca della presentazione era che non tutti gli utenti vedono allo stesso modo, ma il sistema non poteva adattarsi alle persone; in particolare chi portava occhiali era svantaggiato. A suo tempo la Sega dichiarò di aver rinunciato al progetto perché gli utenti rischiavano di farsi male muovendo il corpo durante il coinvolgimento del gioco, ma questa spiegazione sembra poco plausibile; è probabile che la periferica fosse semplicemente poco efficace. In generale, la tecnologia della realtà virtuale era ancora troppo primitiva, e per avere successo a livello domestico doveva ancora aspettare di avere a disposizione ben altre risorse tecniche.
Il VR fu una delle prime scelte sbagliate della Sega nel campo dell'hardware. Fu anche dannoso per la sua immagine aver promosso la periferica con tale dispendio di energie per poi fare un drastico passo indietro.
Nello stesso periodo un'azienda indipendente chiamata VictorMaxx produsse una periferica per Mega Drive simile, il visore VictorMaxx Stuntmaster, che era compatibile anche con il Super Nintendo; questa riuscì ad arrivare alla commercializzazione, ma era tecnicamente molto meno avanzata del Sega VR e si fece notare pochissimo.
Nel 1994 la Sega giapponese, prendendo in licenza la tecnologia della britannica Virtuality, realizzò un altro progetto di realtà virtuale, il Mega Visor Display (MVD), molto avanzato per i suoi tempi, ma non aveva niente a che fare con il Sega VR né con le console. Fu utilizzato con successo nel VR-1, un'attrazione pubblica per parchi divertimenti e sale giochi.
Del Sega VR restano soltanto immagini e filmati; non è pubblicamente nota l'esistenza di prototipi sopravvissuti.
Rimangono i prototipi di alcuni dei giochi; nel 2020 il gioco Nuclear Rush originariamente sviluppato per Sega VR è stato recuperato da appassionati e adattato per funzionare su visori contemporanei come l'HTC Vive.

## Videogiochi
I quattro videogiochi previsti per Sega VR, in buona parte sviluppati come prototipi, erano:
- Iron Hammer – simulatore di volo di combattimento fantascientifico. Era giocabile alla presentazione del 1993[19]. Venne sviluppato da NovaLogic ed è ancora esistente almeno un prototipo, giocabile anche senza il Sega VR[20].
- Matrix Runner – l'unico gioco in cui non si guida un veicolo, ma si controlla un hacker che viaggia nel ciberspazio per risolvere un giallo. Era sviluppato da ZCT Systems Group e se ne conosce solo una vaga immagine[21].
- Nuclear Rush – si pilota un hovercraft da combattimento in scenari postapocalittici contro nemici robotici. Si prevedeva di venderlo incluso insieme al Sega VR[2]. Era giocabile alla presentazione del 1993[3] ed è ancora esistente almeno un prototipo[17].
- Outlaw Racing – un simulatore di guida di una gara senza esclusione di colpi. Venne sviluppato dalla canadese Artech Digital Entertainments[22].

Tutti i giochi sono per giocatore singolo e sarebbero usciti su cartucce da 16 MB. I giochi dimostrati rappresentavano oggetti con sprite piuttosto che con grafica poligonale e questo limitava l'effetto di tridimensionalità.
Sega accennò anche a una conversione per VR dell'arcade Virtua Racing, della quale però non si è mai saputo nulla di concreto.